# Pièce de 10 cents de dollar américain Roosevelt
La píèce de 10 cents de dollar américain Roosevelt également appelée dime Roosevelt est la pièce de 10 cents en circulation aux États-Unis. Frappée sans interruption par la Monnaie des États-Unis depuis 1946, elle porte à l’avers le portrait du président Franklin D. Roosevelt et est autorisée peu après sa mort en 1945.
Roosevelt, atteint de poliomyélite, est l’un des principaux soutiens de la campagne caritative March of Dimes. La pièce de dix cents peut  être modifiée par la Monnaie sans nécessiter l’approbation du Congrès, et les responsables agissent rapidement pour remplacer le dime Mercury. Le graveur en chef John R. Sinnock prépare des modèles, mais doit affronter à plusieurs reprises les critiques de la Commission des beaux-arts. Il adapte son dessin en conséquence, et la pièce entre en circulation en janvier 1946.
Depuis son introduction, le dime Roosevelt est frappé en grande quantité et sans interruption. En 1965, la Monnaie passe de l’argent au métal de base, et le dessin est resté, pour l’essentiel, inchangé depuis sa création par Sinnock. Ne comportant ni millésimes rares ni teneur en argent, il est moins recherché par les collectionneurs que d’autres pièces américaines modernes.

## Contexte
Le président Franklin D. Roosevelt mourut le 12 avril 1945, après avoir dirigé les États-Unis durant une grande partie de la Grande Dépression et de la Seconde Guerre mondiale. Atteint de poliomyélite depuis 1921, Roosevelt a contribué à fonder et soutenir activement la campagne caritative March of Dimes pour lutter contre cette maladie invalidante. La pièce de dix cents apparait donc comme un moyen évident d’honorer un président populaire pour son leadership en temps de guerre,.
Le 3 mai, le représentant de Louisiane James H. Morrison (en) présente un projet de loi en faveur d’un dime Roosevelt. Le 17 mai, le secrétaire au Trésor Henry Morgenthau Jr. annonce que le dime Mercury serait remplacé par une nouvelle pièce à l’effigie de Roosevelt, destinée à entrer en circulation vers la fin de l’année. Environ 90 % des lettres reçues par Stuart Mosher, rédacteur en chef de The Numismatist (la revue de l’American Numismatic Association), sont favorables à ce changement. Mosher lui-même s’y oppose cependant, estimant que le dessin de la pièce de 10 cent Mercury est beau et que l’espace limité sur ce type de pièce ne rendrait pas justice à Roosevelt ; il plaide plutôt pour un dollar commémoratif en argent.
D’autres opposants font valoir que, malgré ses mérites, Roosevelt n’a pas encore gagné sa place aux côtés de George Washington, Thomas Jefferson et Abraham Lincoln, les seuls présidents jusque-là représentés sur la monnaie en circulation. Comme le dessin du dime Mercury, frappé pour la première fois en 1916, a été produit pendant au moins 25 ans, il peut  être remplacé légalement par la Monnaie sans intervention du Congrès. Les commissions compétentes de chaque chambre en matière de numismatique sont toutefois informées.
La création du nouveau dessin incombe au graveur en chef John R. Sinnock, en poste depuis 1925. Une grande partie du travail de préparation est effectuée par son assistant, Gilroy Roberts, qui deviendrait plus tard graveur en chef. Au début d’octobre 1945, Sinnock soumet des modèles en plâtre à F. Leland Howard, directeur adjoint de la Monnaie, qui assure alors la fonction de directeur par intérim, lequel les transmet à la Commission des beaux-arts. Cette commission examine les projets de pièces car un décret présidentiel signé en 1921 par Warren G. Harding lui confie la mission de donner un avis consultatif sur les œuvres d’art publiques.

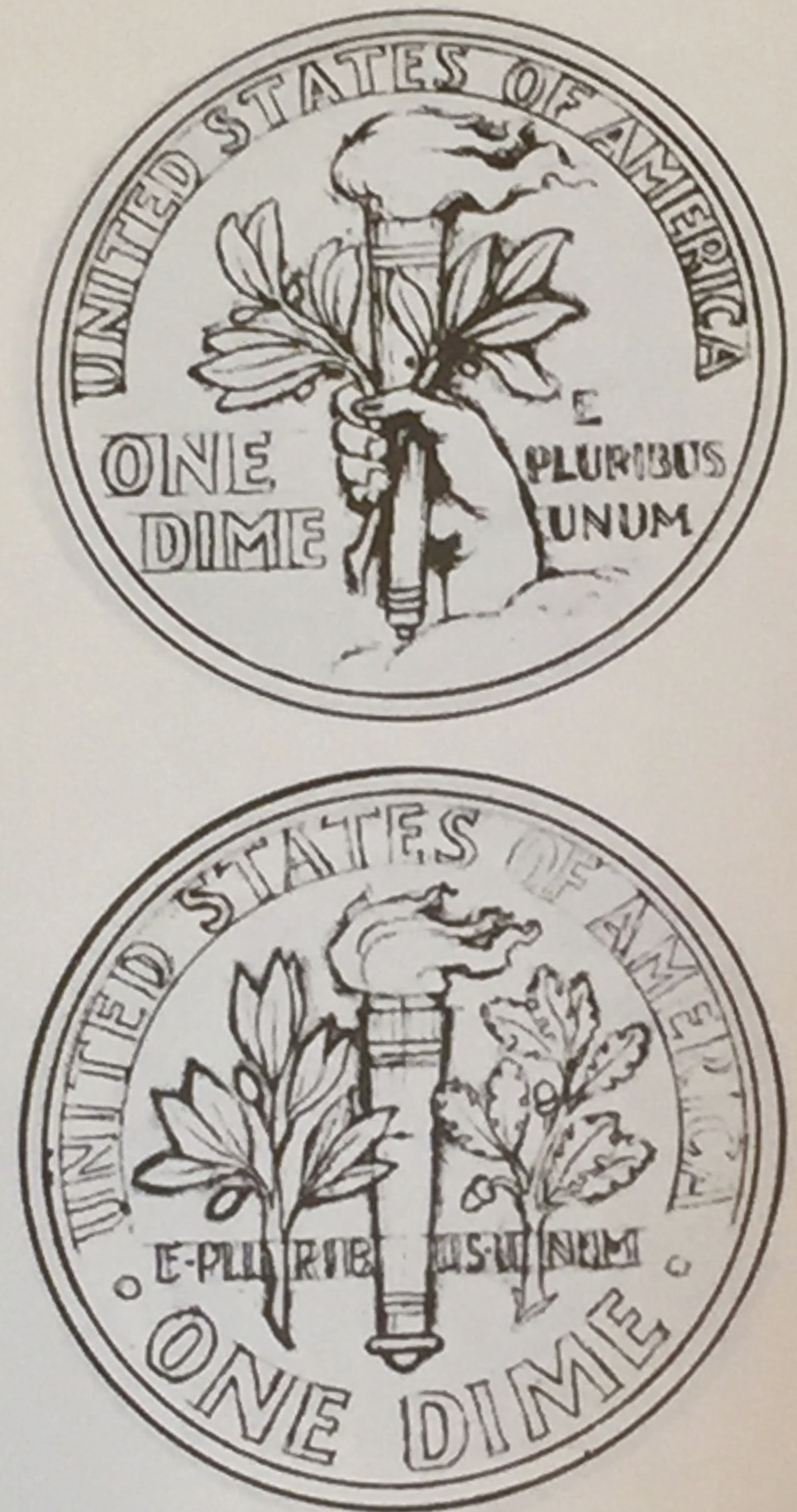
Deux des esquisses de John R. Sinnock pour le revers de la pièce de 10 cents.

Les modèles initialement présentés par Sinnock montrent, à l’avers, un buste de Roosevelt et, au revers, une main tenant une torche, tout en serrant également des rameaux d’olivier et de chêne. Sinnock a préparé plusieurs autres esquisses pour le revers, dont l’une place de part et d’autre de la torche des rouleaux inscrits des quatre Libertés. D’autres projets représentent la Liberté, et l’un commémore la Conférence des Nations Unies de 1945, avec l’Opéra War Memorial, lieu où elle s’est tenue.
Le numismate David Lange juge la plupart de ces dessins alternatifs « faibles ». Les modèles sont envoyés le 12 octobre par Howard à Gilmore Clarke, président de la commission, qui consulte ses membres et répond le 22, en les rejetant. Il déclare : « La tête du défunt président Roosevelt, telle que représentée par les modèles, n’est pas réussie. Elle a besoin de plus de dignité ».
Sinnock a toutefois soumis un autre dessin pour le revers, proche de celui qui serait finalement retenu : la main y est supprimée et les rameaux sont placés de chaque côté de la torche ; c’est cette version que Clarke préfère.

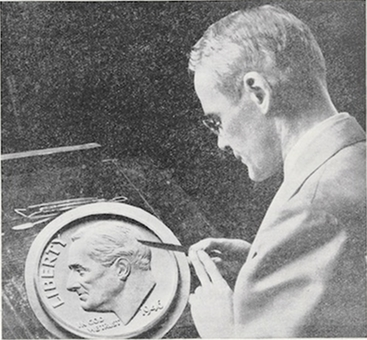
John R. Sinnock au travail sur le modèle de la pièce.

Sinnock participe à une réunion au domicile de Lee Lawrie, sculpteur membre de la commission, afin de résoudre les divergences, puis soumet un nouveau modèle pour l’avers, répondant aux critiques concernant la tête de Roosevelt. La directrice de la Monnaie, Nellie Tayloe Ross, envoie des photographies à la commission, qui les rejette et propose d’organiser un concours entre cinq artistes, dont Adolph A. Weinman, créateur du dime Mercury et du demi-dollar Walking Liberty et James Earle Fraser, auteur du nickel Buffalo. Ross refuse, car la Monnaie subit une forte pression pour que les nouvelles pièces soient prêtes pour la campagne March of Dimes de janvier 1946. Le nouveau secrétaire au Trésor, Fred Vinson, est sollicité, mais il n’apprécie pas non plus les modèles et les rejette à la fin du mois de décembre. Sinnock échange alors la position de la date et du mot LIBERTY, ce qui permet d’agrandir la tête. Il apporte aussi d’autres modifications ; selon l’auteur numismate Don Taxay, « Roosevelt n’a jamais été aussi bien représenté ».
Lawrie et Vinson approuvent finalement les modèles. Le 8 janvier 1946, Ross téléphone à la commission pour l’en informer. Sinnock étant malade (il meurt en 1947) et la campagne March of Dimes ayant déjà commencé, Ross ne convoque pas de réunion plénière de la commission, mais autorise le lancement de la production. Cette décision provoque quelques tensions entre la Monnaie et la commission, mais Ross estime avoir rempli ses obligations conformément au décret présidentiel.

## Dessin

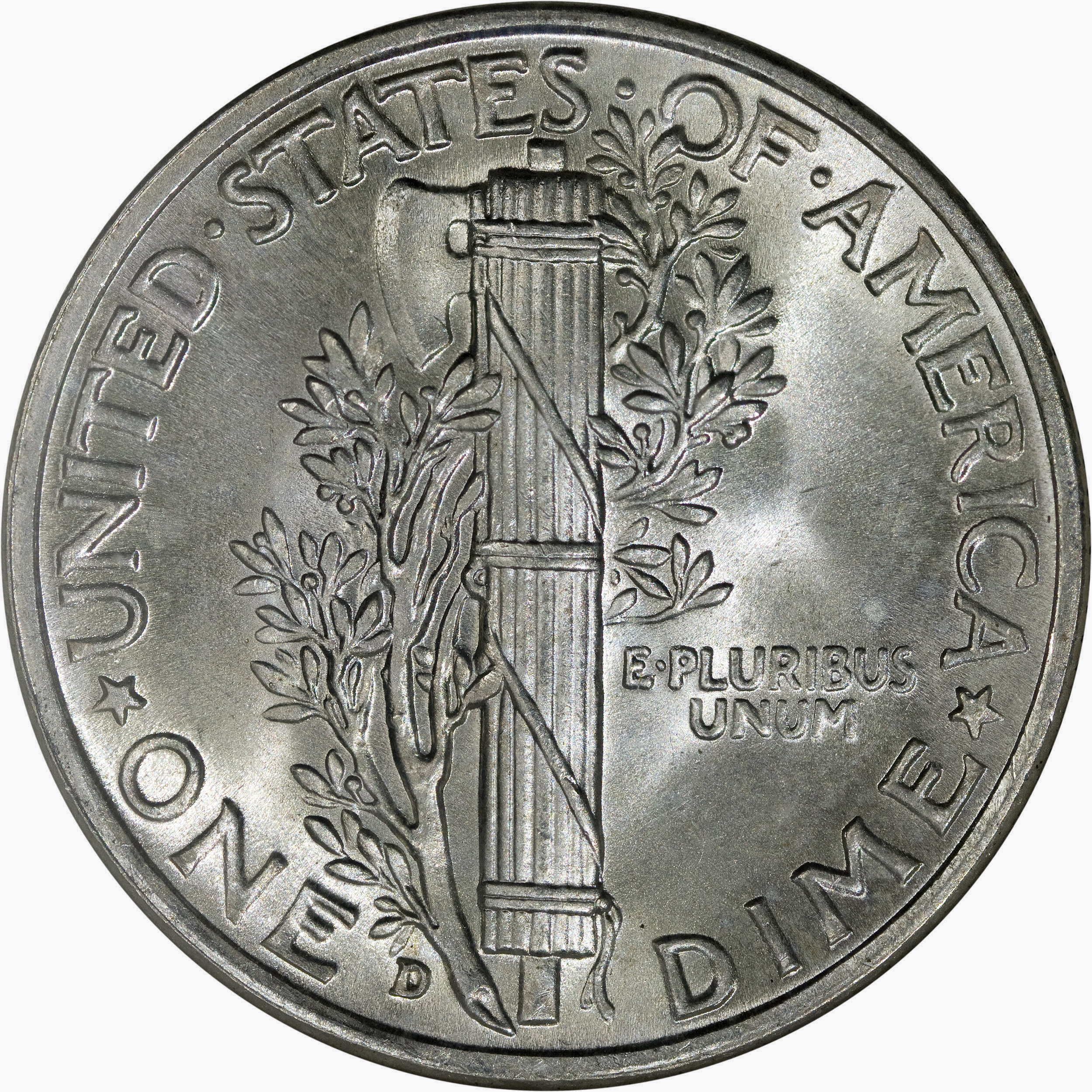
Le revers du dime Mercury, avec un faisceau de licteur et, comme sur le Roosevelt, une branche d’olivier.

L’avers de la pièce représente le président Franklin D. Roosevelt, avec les inscriptions « LIBERTY » et « IN GOD WE TRUST ». Les initiales de Sinnock, « JS », se trouvent près de la base du buste, à gauche de la date. Le revers montre une torche au centre, symbolisant la liberté, encadrée à gauche par un rameau d’olivier représentant la paix, et à droite par un rameau de chêne symbolisant la force et l’indépendance. L’inscription « E PLURIBUS UNUM » (en français : « de plusieurs, un ») s’étend en travers du champ. Le nom du pays et la valeur faciale de la pièce forment la légende qui entoure le revers, lequel symbolise la fin victorieuse de la Seconde Guerre mondiale,.
Le numismate Mark Benvenuto suggère que l’image de Roosevelt sur la pièce est plus naturelle que d’autres portraits présidentiels, ressemblant davantage à celle figurant sur une médaille artistique. Walter Breen, dans son ouvrage de référence sur les monnaies américaines, affirme que « le nouveau dessin n’apporte… aucune amélioration par rapport à celui de Weinman, si ce n’est d’éliminer le faisceau et de rendre la végétation plus clairement identifiable comme un rameau d’olivier pour la paix ». L’historien de l’art Cornelius Vermeule qualifie le dime Roosevelt de « pièce claire, satisfaisante et sobrement élégante, qui, dans son ensemble, dégage une impression de grandeur ».

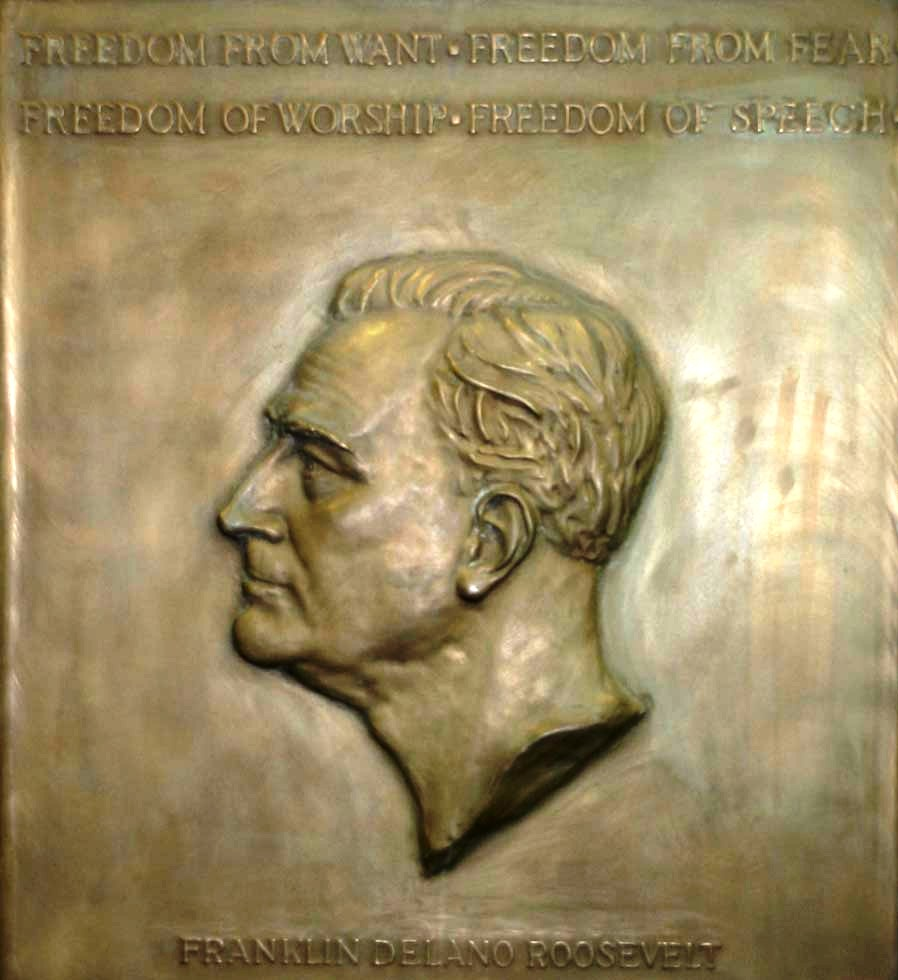
La plaque de Selma Burke pour Roosevelt

Certains, à l’époque de la conception et depuis, relèvent des similitudes entre le dime et une plaque représentant Roosevelt, sculptée par l’artiste afro-américaine Selma Burke et inaugurée en septembre 1945, qui se trouve dans le Recorder of Deeds Building à Washington. Burke fait partie de ceux qui affirment que son œuvre a été utilisée par Sinnock pour créer sa pièce. Elle défend cette position jusqu’à sa mort, en 1994, et réussit à convaincre un certain nombre de numismates et de personnalités politiques, dont le fils de Roosevelt, James. Les numismates qui soutiennent sa thèse soulignent que Sinnock a repris la représentation de la cloche de la Liberté, figurant sur le demi-dollar du sesquicentenaire (en) de 1926 et sur le demi-dollar Franklin, d’un autre créateur sans lui en attribuer le mérite. Cependant, Robert R. Van Ryzin, dans son ouvrage consacré aux mystères des monnaies américaines, fait remarquer que Sinnock a dessiné Roosevelt d’après nature en 1933, pour sa première médaille présidentielle — créée par Sinnock, et que les témoignages datant de l’émission du dime indiquent qu’il s’est appuyé sur ces croquis ainsi que sur des photographies du président pour préparer la pièce.
Une nécrologie publiée en 1956 dans The New York Times attribue à Marcel Sternberger (en) la photographie que Sinnock aurait adaptée pour le dime. Selon Van Ryzin, le temps écoulé rend désormais impossible toute confirmation ou invalidation de l’affirmation de Burke.

## Production

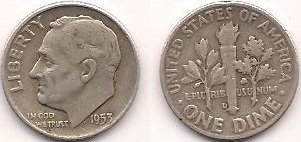
Une pièce de 10 cents Roosevelt en argent.

La pièce Roosevelt est frappé pour la première fois le 19 janvier 1946 à la Monnaie de Philadelphie. Elle est mise en circulation le 30 janvier, date qui aurait marqué le 64e anniversaire du président Roosevelt. La sortie est initialement prévue pour le 5 février, mais elle est avancée afin de coïncider avec cet anniversaire. Lors de son lancement, Sinnock devient le premier graveur en chef à être crédité pour la conception d’une nouvelle pièce de monnaie américaine en circulation depuis celles créées par Charles E. Barber, émises pour la première fois en 1892. Des rapports signalent que le nouveau dime est refusé par certains distributeurs automatiques, mais aucune modification n'est apportée à la pièce. Le dessin n’a que peu changé en plus de soixante-dix ans de production, les modifications les plus notables étant de légers changements à la chevelure de Roosevelt et le déplacement du différent du revers vers l’avers dans les années 1960.
Au moment de la sortie, les relations avec l’URSS se détériorent, et les initiales de Sinnock, « JS », sont interprétées par certains comme faisant référence au dictateur soviétique Joseph Staline, placées là par un sympathisant communiste. Lorsque ces rumeurs parviennent au Congrès, la Monnaie diffuse des communiqués de presse pour démentir ce mythe,. Malgré ce démenti, des rumeurs circulent encore dans les années 1950 selon lesquelles un accord secret a été conclu lors de la conférence de Yalta pour honorer Staline sur une pièce américaine. La controverse est relancée en 1948 avec l’émission posthume du demi-dollar Franklin de Sinnock, portant ses initiales complètes « JRS ».
Bien que la Monnaie de Philadelphie frappe généralement plus de pièces que les autres ateliers durant les années de frappe en argent, elle n’en produit que 12 450 181 exemplaires en 1955, soit moins qu’à Denver ou San Francisco. Cela est dû à un ralentissement économique et à une faible demande en monnaie, qui conduisent la Monnaie à annoncer en janvier que l’atelier de San Francisco fermerait à la fin de l’année. Les dimes de 1955 issus des trois ateliers sont les plus faibles tirages par date et par atelier de toute la série des pièces de circulation, mais ils ne sont pas rares, les collectionneurs les ayant conservés en rouleaux de cinquante.
Avec le Coinage Act de 1965, la Monnaie passe à la frappe de pièces plaquées, constituées d’un sandwich de cuivre-nickel autour d’un noyau en cuivre pur. Les pièces datées de 1965 à 1967 ne portent aucun différent, car la Monnaie cherche à décourager la thésaurisation, jugée responsable des pénuries de monnaie qui ont précédé la loi de 1965. La Monnaie modifie légèrement le poinçon maître lors de ce passage au plaqué, mais, à partir de 1981, elle apporte des changements mineurs qui réduisent considérablement le relief de la pièce, donnant au profil de Roosevelt un aspect plus plat. Cette modification vise à prolonger la durée de vie des coins de frappe. Les différents réapparaissent en 1968 à Denver et sur les pièces belle épreuve frappées à San Francisco. Bien que l’atelier californien produise parfois, à partir de 1965, des dimes destinés à la circulation, ceux-ci ne portent aucun différent et sont indiscernables de ceux frappés à Philadelphie. Depuis 1968, seuls les dimes belle épreuve portent le poinçon « S » de San Francisco, renouant avec une série frappée de 1946 à 1964 à Philadelphie sans poinçon. À partir de 1992, des dimes en argent avec la composition d’avant 1965 sont frappés à San Francisco pour inclusion dans des ensembles annuels 'belle épreuve contenant des pièces en argent. Depuis 2019, ces dimes en argent sont produits en argent pur (.999) au lieu de l’alliage .900 auparavant utilisé.
En 1980, la Monnaie de Philadelphie commence à apposer le poinçon « P » sur les dimes. Durant les années 1970 et 1980, des dimes sont frappés de façon intermittente à la Monnaie de West Point, dans l’État natal de Roosevelt (New York), pour répondre à la demande, mais aucun ne porte le poinçon « W ». Cela change en 1996, lorsque des dimes y sont frappés pour le 50e anniversaire du design Roosevelt. Un peu moins d’un million et demi de dimes plaqués 1996-W sont produits ; ils ne sont pas mis en circulation, mais inclus dans l’ensemble numismatique de l’année pour les collectionneurs. En 2015, des dimes en argent sont frappés à West Point pour inclusion dans un ensemble spécial consacré au March of Dimes, comprenant également un dime frappé à Philadelphie et un dollar en argent représentant Roosevelt et Jonas Salk, le développeur du vaccin contre la polio. Les tirages restent généralement élevés, avec un milliard de pièces frappées à Philadelphie et à Denver pour de nombreuses années en plaqué.
En 2003, le représentant de l’Indiana Mark Souder propose que l’ancien président Ronald Reagan, alors en phase terminale de la maladie d’Alzheimer, remplace Roosevelt sur le dime après son décès, affirmant que Reagan est aussi emblématique pour les conservateurs que Roosevelt l’est pour les libéraux. L’épouse de Reagan, Nancy, exprime son opposition, affirmant qu’elle est certaine que l’ancien président n’aurait pas souhaité cela. Après la mort de Ronald Reagan en 2004, un soutien existe pour un changement de design, mais Souder renonce à poursuivre sa proposition.
La loi Circulating Collectible Coin Redesign Act of 2020 est signée par le président Donald Trump le 13 janvier 2021. Elle prévoit, entre autres, des designs spéciaux pour une durée d’un an sur les pièces de circulation en 2026, y compris le dime, pour le 250e anniversaire des États-Unis, l’un des designs devant représenter des femmes.

## Collection
En raison du grand nombre de pièces frappées, peu de dimes Roosevelt de circulation courante ont une valeur supérieure à leur valeur faciale, et la série suscite relativement peu d’intérêt de la part des collectionneurs. Bien que les émissions en argent restent monnaie légale et puissent être retirées de la circulation et collectionnées grâce à la recherche dans les rouleaux de pièces, la majorité des dimes en circulation sont en plaqué cuivre-nickel. Parmi les plus remarquables figurent les dimes frappés à Philadelphie en 1982, émis et mis en circulation par erreur sans le différent « P » ; ces pièces peuvent se vendre entre 50 et 75 $. Comme aucun ensemble numismatique officiel n’est produit en 1982 ni en 1983, même les dimes ordinaires de ces années-là, provenant de Philadelphie ou de Denver et en état impeccable, atteignent une prime significative. Beaucoup plus coûteux sont les dimes belle épreuve émis par erreur en 1970, 1975 et 1983 sans le différent « S ». L’un des deux seuls exemplaires connus de 1975 s’est vendu aux enchères en 2011 pour 349 600 $,.